# George Farquhar
George Farquhar (ur. ok. 1678 w Londonderry, zm. 29 kwietnia 1707 w Londynie) – angielski dramaturg pochodzenia irlandzkiego.

## Życiorys
Był jednym z najwybitniejszych autorów komedii epoki restauracji. W swojej twórczości zrezygnował z tradycyjnego lokowania miejsca akcji w Londynie oraz wprowadził postacie z różnych warstw społecznych, reprezentujących prowincjonalne społeczeństwo. Intrygę w swoich dziełach opierał na wyraźnie zarysowanym motywie miłości romantycznej. Jego sztuki cechował realizm, jowialny humor i zjadliwa satyra.

## Sztuki teatralne
- Love and a Bottle (1698)
- The Constant Couple (1700)
- Sir Harry Wildair (1701)
- The Inconstant, or the Way to Win Him (1702)
- The Twin Rivals (1702)
- The Stage Coach (ok. 1704, wspólnie z Peterem Motteux)
- The Recruiting Officer (1706)
- Strategia gołych kawalerów (1707)